# トウキョウ・コンフュージョン/宇宙の女は甘くない
「トウキョウ・コンフュージョン/宇宙の女は甘くない」（トウキョウ・コンフュージョン/うちゅうのおんなはあまくない）は、2019年5月22日にアップフロントワークス（UP-FRONT INDIESレーベル）から発売、および配信されたPINK CRES.の1枚目のシングル。

## 概要
- PINK CRES.としては初のフィジカル・シングル。
- 初回生産限定盤、通常盤の2形態での発売。初回生産限定盤はCD+DVD、通常盤はCDのみの商品構成。
- PVには事務所の先輩である堀内孝雄と高山厳も出演している。

## 収録曲
1. トウキョウ・コンフュージョン
作詞：児玉雨子/Rap詞：角田崇徳、作曲：星部ショウ/ケンカイヨシ、編曲：ケンカイヨシ/Tomohiko Togashi
2. 宇宙の女は甘くない
作詞：児玉雨子、作曲・編曲：コモリタミノル
3. トウキョウ・コンフュージョン（Instrumental）
4. 宇宙の女は甘くない（Instrumental）

### 初回限定盤DVD
- トウキョウ・コンフュージョン（Music Video）
- 宇宙の女は甘くない（Music Video）

## リリース日一覧
| 地域 | リリース日    | レーベル        | 規格                 | カタログ番号                      |
| ---- | ------------- | --------------- | -------------------- | --------------------------------- |
| 日本 | 2019年5月22日 | UP-FRONT INDIES | CDマキシシングル+DVD | UFCW-1141/2（初回生産限定盤）     |
| 日本 | 2019年5月22日 | UP-FRONT INDIES | CDマキシシングル     | UFCW-1143（通常盤）               |
| 日本 | 2019年5月22日 | UP-FRONT INDIES | ダウンロードシングル | UFCW-1143（LC-AAC）               |
| 日本 | 2019年5月22日 | UP-FRONT INDIES | ダウンロードシングル | UFCW-1143-HR（FLAC・96kHz/24bit） |